# Праздники ДР Конго
Ниже приведён список праздников в Демократической Республике Конго:
| Дата       | Название                               |
| ---------- | -------------------------------------- |
| 1 января   | Новый год                              |
| 4 января   | День мучеников                         |
| 1 мая      | День Труда                             |
| 17 мая     | День освобождения                      |
| 24 июня    | День рыбы                              |
| 30 июня    | День независимости                     |
| 1 августа  | День родителей                         |
| 14 октября | День юности                            |
| 27 октября | День трёх Заиров (реки, денег, страны) |
| 17 ноября  | День вооружённых сил                   |
| 24 ноября  | День начала II республики              |